# 司箫星
司箫星（27 Euterpe）是第27颗被人类发现的小行星，于1853年11月8日发现。司箫星的直径为124千米，质量为9.3×1017千克，公转周期为1314.171天。
司簫星以希臘神話的繆斯欧忒耳佩命名。